# Мауританија на Светском првенству у атлетици на отвореном 2019.
Мауританија је учествовала на 17. Светском првенству у атлетици на отвореном 2019. одржаном у Дохи од 27. септембра до 6. октобра петнаести пут. Репрезентацију Мауританије представљао је један атлетичар који се такмичио у трци на 100 м.,
На овом првенству представник Мауританије није освојио ниједну медаљу, али је оборио лични рекорд.

## Учесници
Мушкарци:
- Алфа Диагана — 100 м

## Резултати

### Мушкарци
| Атлетичар    | Дисциплина | Лични рекорд | Предтакмичење | Предтакмичење | Квалификације        | Квалификације        | Полуфинале           | Полуфинале           | Финале               | Финале       | Детаљи |
| Атлетичар    | Дисциплина | Лични рекорд | Резултат      | Место         | Резултат             | Место                | Резултат             | Место                | Резултат             | Место        | Детаљи |
| ------------ | ---------- | ------------ | ------------- | ------------- | -------------------- | -------------------- | -------------------- | -------------------- | -------------------- | ------------ | ------ |
| Алфа Диагана | 100 м      |              | 12,30 ЛР      | 8. у гр. 1    | Није се квалификовао | Није се квалификовао | Није се квалификовао | Није се квалификовао | Није се квалификовао | 58 / 65 (68) |        |